# Emanacija
Emanacija (lat. emanare, istjecati), u filozofiji proistjecanje nečega nižega iz nečega višega.
Objašnjenje svijeta emanacijom naziva se emanatizam. Emanatizam, vid panteizma po kojemu je svijet nastao istjecanjem božanskoga "Jednoga" iz njegove punine u mnoštvenost svijeta, povezuje se prvenstveno s novoplatonizmom i Plotinom. Sam Plotin svojim učiteljima, osim Platona, smatra i Anaksagoru i Heraklita. Emanatizam je imao trajni utjecaj i u renesansnoj filozofiji, poglavito na Giordana Bruna.